# Jaliscella
Jaliscella es un género de foraminífero bentónico de la subfamilia Jaliscellinae, de la familia Soritidae, de la superfamilia Soritoidea, del suborden Miliolina y del orden Miliolida. Su especie tipo es Jaliscella sigali. Su rango cronoestratigráfico abarca el Cenomaniense (Cretácico superior).

## Clasificación
Jaliscella incluye a las siguientes especies:
- Jaliscella sigali